# Фрес (Верхняя Сона)
Фрес (фр. Fresse) — коммуна во Франции, находится в регионе Франш-Конте. Департамент — Верхняя Сона. Входит в состав кантона Мелизе. Округ коммуны — Люр.
Код INSEE коммуны — 70256.

## География
Коммуна расположена приблизительно в 350 км к востоку от Парижа, в 75 км северо-восточнее Безансона, в 45 км к востоку от Везуля.
По территории коммуны протекает река Раддон. Более 2/3 территории коммуны покрыто лесами.

## Население
Население коммуны на 2010 год составляло 728 человек.
| 1962 | 1968 | 1975 | 1982 | 1990 | 1999 | 2010 |
| ---- | ---- | ---- | ---- | ---- | ---- | ---- |
| 1034 | 905  | 805  | 743  | 686  | 638  | 728  |

## Администрация
| Период | Период | Фамилия       | Партия | Примечания |
| ------ | ------ | ------------- | ------ | ---------- |
| 2001   | 2008   | Морис Кардо   |        |            |
| 2008   | 2014   | Патрис Ломбар |        |            |

## Экономика
В 2010 году среди 435 человек трудоспособного возраста (15—64 лет) 307 были экономически активными, 128 — неактивными (показатель активности — 70,6 %, в 1999 году было 62,3 %). Из 307 активных жителей работали 268 человек (148 мужчин и 120 женщин), безработных было 39 (17 мужчин и 22 женщины). Среди 128 неактивных 24 человека были учениками или студентами, 61 — пенсионерами, 43 были неактивными по другим причинам.

## Достопримечательности
- Монументальный крест (1751 год). Исторический памятник с 1992 года[3]

## Фотогалерея

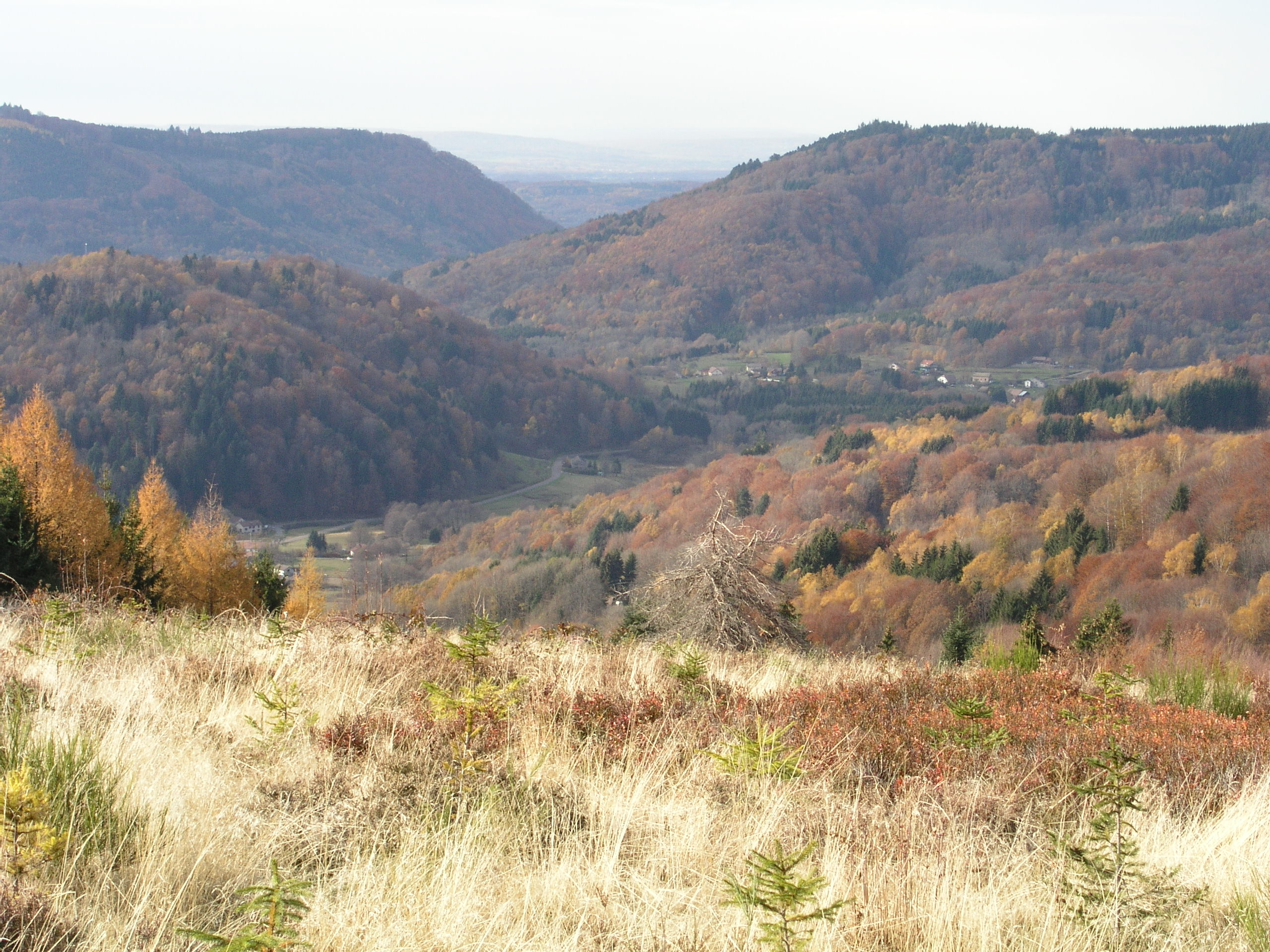
Фрес
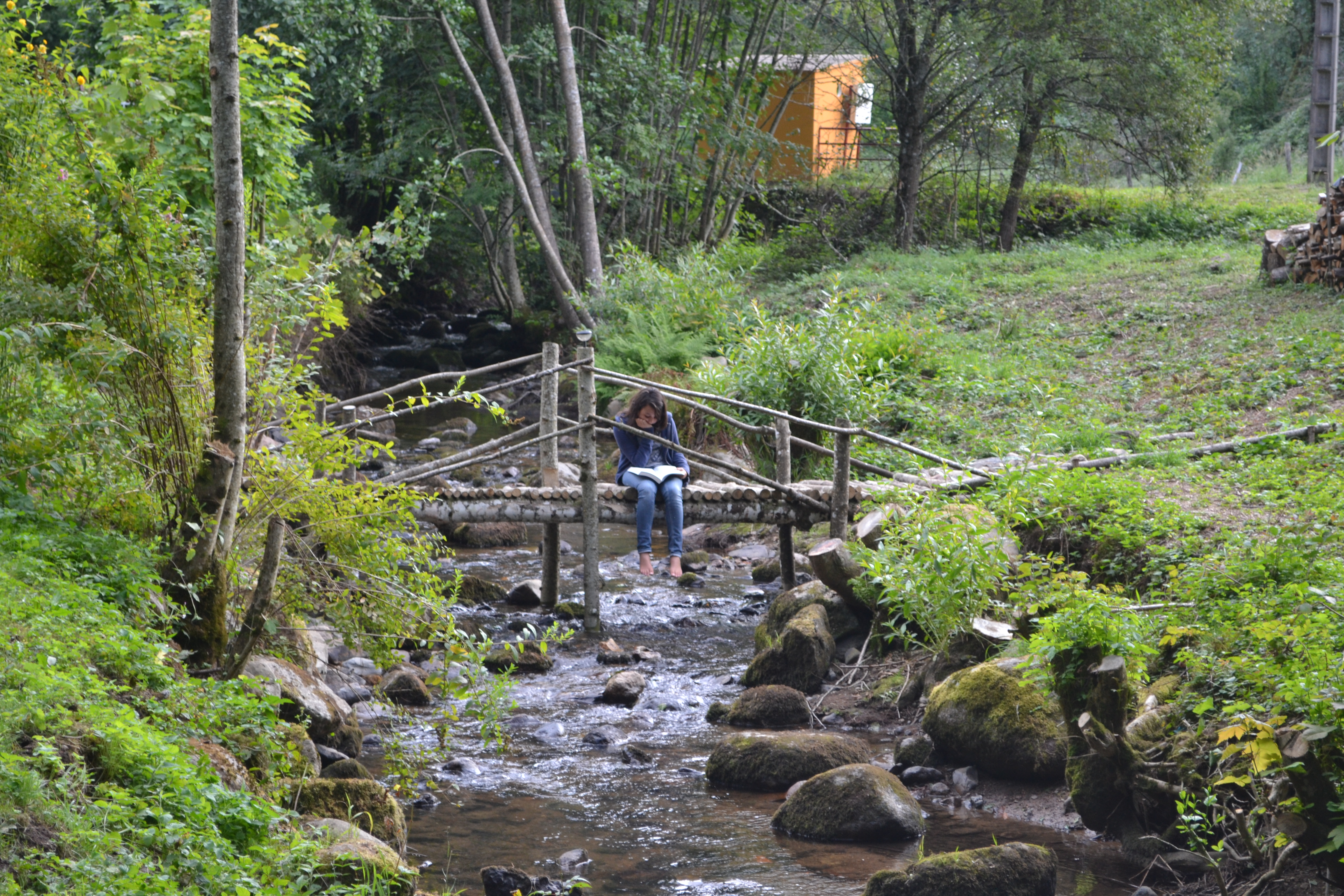
Река Раддон
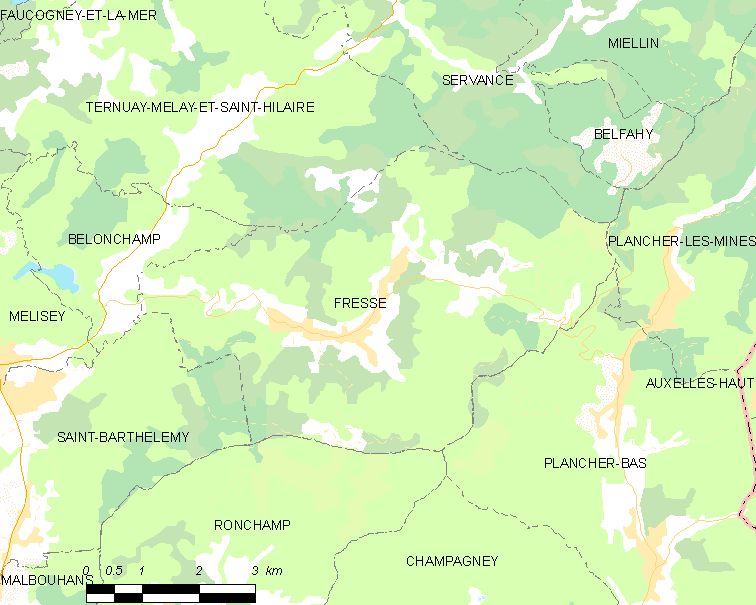
Карта коммуны